# Winter Wonderland
«Winter Wonderland» (с англ. — «Зимняя страна чудес») — американская эстрадная рождественская песня, написанная в 1934 году Феликсом Бернардом (музыка) и Ричардом Б. Смитом (слова). Впервые была записана в том же году Ричардом Химбером и его Hotel Ritz-Carlton Orchestra на лейбле Bluebird Records (филиал RCA). Наибольший успех в то время пришёл к версии оркестра Гая Ломбардо.
«Winter Wonderland» прочно вошла в музыкальный репертуар рождественского сезона, несмотря на то, что о Рождестве как таковом не поётся в песне (есть лишь упоминание праздничных саней). К настоящему времени песню записали множество оркестров, ансамблей и соло-музыкантов самых различных музыкальных жанров и на разных языках: Фрэнк Синатра, Перри Комо, Элвис Пресли (1971), Энди Уильямс, Дин Мартин (1959), Берт Кемпферт, Барри Манилоу, Мирей Матье (1977), Майкл Болтон, Гарт Брукс (1992), Chicago (1998), Бинг Кросби, Боб Дилан, Билли Айдол, Stryper, Энгельберт Хампердинк, Eurythmics, Cocteau Twins (1994), Пол Анка, Ринго Старр (1999) и другие.